# Бочолето
Бочолето (итал. Boccioleto) је насеље у Италији у округу Верчели, региону Пијемонт.
Према процени из 2011. у насељу је живело 99 становника. Насеље се налази на надморској висини од 676 м.

## Становништво
| 1931. | 1936. | 1951. | 1961. | 1971. | 1981. | 1991. | 2001. | 2011. |
| ----- | ----- | ----- | ----- | ----- | ----- | ----- | ----- | ----- |
| 718   | 722   | 673   | 596   | 481   | 390   | 339   | 277   | 219   |